# Henry Frayne
Henry Frayne, född 14 april 1990, är en australisk friidrottare som tävlar i längdhopp och tresteg. Han har tävlat vid tre olympiska spel (2012, 2016 och 2020).